# المذابة (مناخة)

تعديل مصدري - تعديل

المذابة هي إحدى قرى عزلة بني إسماعيل بمديرية مناخة التابعة لمحافظة صنعاء، بلغ تعداد سكانها 81 نسمة حسب تعداد اليمن لعام 2004.